# Acanthopsychini
De Acanthopsychini zijn een geslachtengroep van vlinders in de familie van de zakjesdragers (Psychidae).

## Geslachten
- Acanthopsyche Heylaerts, 1881
- Amicta Heylaerts, 1881
- Aspina Kozhanchikov, 1960
- Auchmophila Rebel, 1907
- Bambalina Moore, 1883
- Bourgognea Dierl, 1972
- Canephora Hübner, 1822
- Chalioides Swinhoe, 1892
- Chaliopsis Betrem & Ossowski, 1956
- Clania Walker, 1855
- Cryptothelea Duncan, 1841
- Dappula Moore, 1883[1]
- Deborrea Heylaerts, 1884
- Deborreides Bourgogne, 1982
- Dendropsyche Jones, 1926[2]
- Eucaliptipsyche Yang, 1997[1]
- Eumeta Walker, 1855
- Kotochalia Sonan, 1935
- Lindnerica Dierl, 1965
- Mahasena Moore, 1877
- Manatha Moore, 1877
- Nipponopsyche Yazaki, 1926
- Oiketicoides Heylaerts, 1881
- Oiketicus Guilding, 1827
- Pachythelia Westwood, 1848
- Pagodiella Betrem, 1952
- Palaeoacanthopsyche Arnscheid & Weidlich, 2017
- Ptilamicta Kozhanchikov, 1956
- Thyridopteryx Stephens, 1835
- Urobarba Dierl, 1969